# 沈家駅
沈家駅（しんかえき）は、中華人民共和国黒竜江省ハルビン市呼蘭区に位置する浜北線の駅。

## 歴史
- 1927年　開業。

## 隣の駅
中華人民共和国鉄道部
浜北線
呼蘭駅 - 沈家駅 - 康金井駅